# S Corvi
S Corvi är en långsam irreguljär variabel av LB-typ i stjärnbilden  Korpen.
Stjärnan har en fotografisk magnitud som varierar mellan +10,1 och 11,0 utan någon känd periodicitet.